# Lista najwyższych budynków w Perth
Perth jest największym miastem na zachodnim wybrzeży Australii. W panoramie tego miasta od drugiej połowy lat 70. można było dostrzec pojedyncze wieżowce. 100 metrów jako pierwszy osiągnął w 1976 roku AMP Building. Obecnie w Perth są  wieżowce, a łącznie ponad 100 metrów ma 10 budynków. Najwyższy jest tu od 1992 roku Central Park, i jako jedyny stąd znajduje się na liście 200 najwyższych na świecie. Ponad 200 metrów sięga jeszcze jeden gmach, jednak jest za niski o kilkanaście metrów, by się na tej liście znaleźć. W mieście tym wysokie budynki powstawały w trzech głównych etapach. Pierwszy miał miejsce pod koniec lat 70., powstały wtedy 3 budynki z poniższej listy, a wybudowany w roku 1978 St Martins Tower, przez dziesięć lat był najwyższym w mieście. W 1988 przewyższył go BankWest Tower, który zapoczątkował także drugi etap, w trakcie którego w 1992 powstał najwyższy do chwili obecnej Central Park. Od początku III tysiąclecia nastąpił trzeci etap i obecnie zaaprobowane są kolejne projekty, których budowa powinna w niedługim czasie ruszyć.

## 10 najwyższych

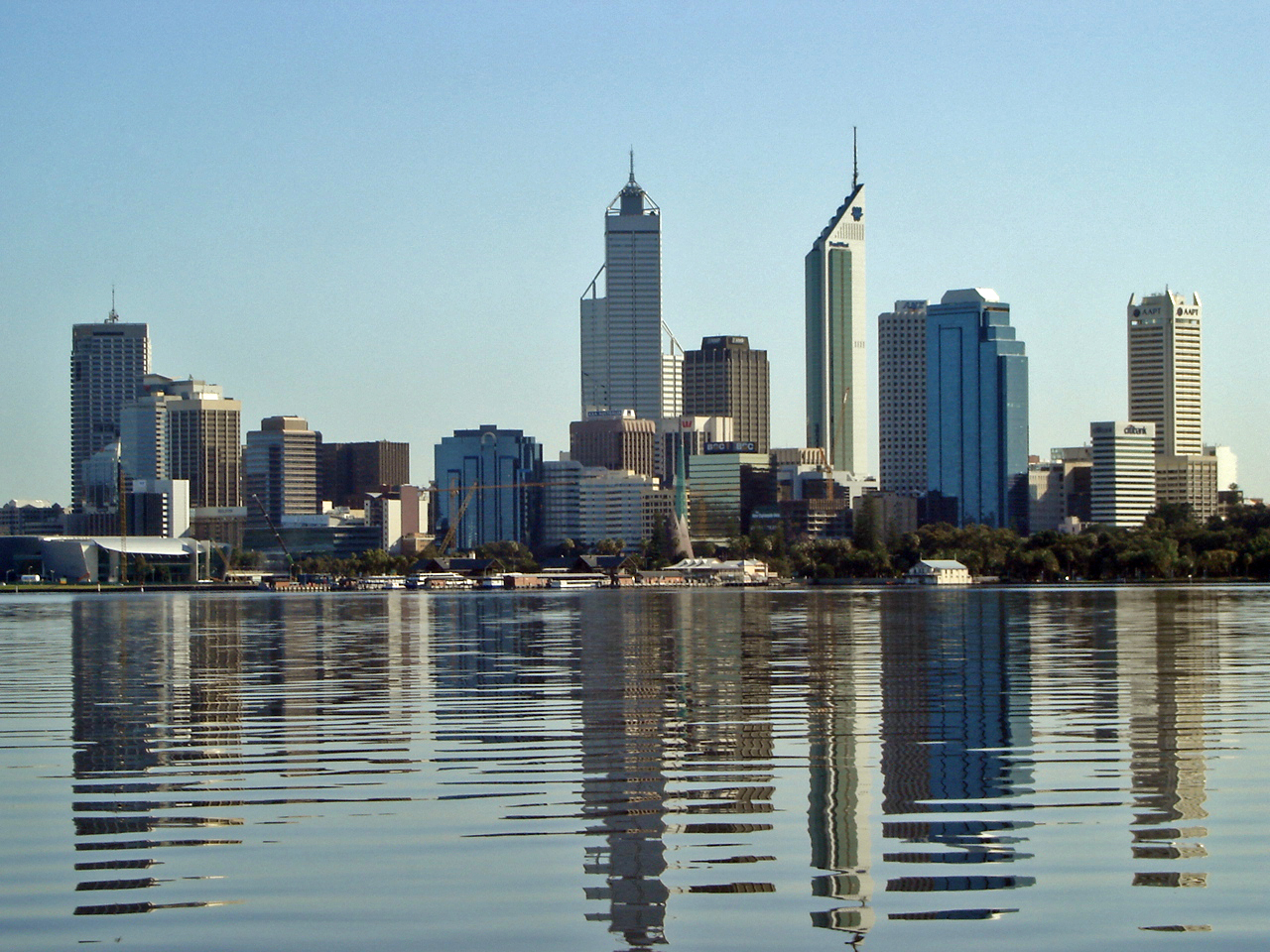
Panorama Perth

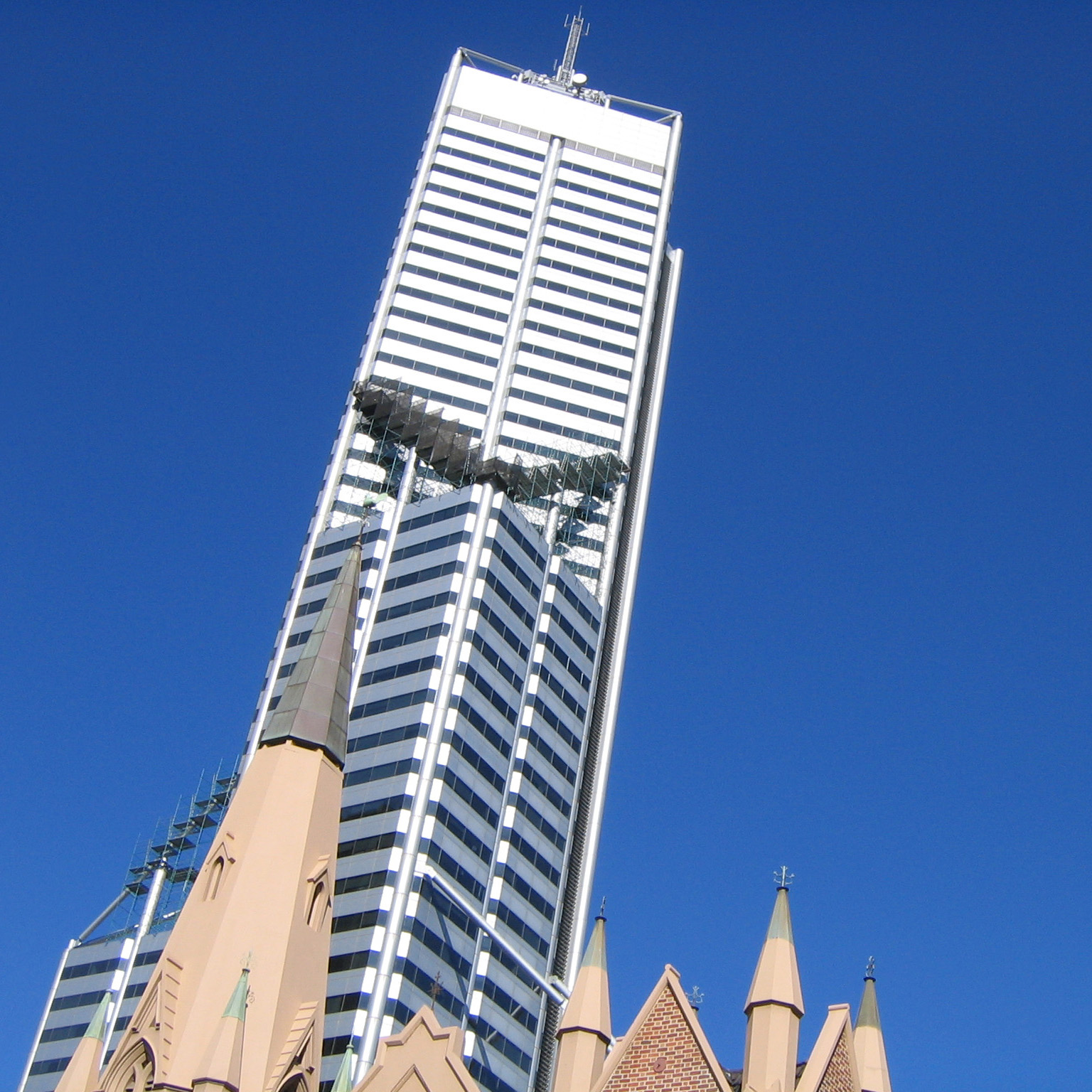
Central Park

| Ranking | Budynek                 | Wysokość strukturalna | Liczba pięter | Rok budowy |
| ------- | ----------------------- | --------------------- | ------------- | ---------- |
| 1.      | Central Park            | 249 m                 | 52            | 1992       |
| 2.      | BankWest Tower          | 214 m                 | 48            | 1988       |
| 3.      | QV1 Tower               | 163 m                 | 38            | 1991       |
| 4.      | Exchange Plaza          | 146 m                 | 40            | 1992       |
| 5.      | St Martins Tower        | 140 m                 | 33            | 1978       |
| 6.      | Woodside Tower          | 137 m                 | 28            | 2003       |
| 7.      | Allendale Square        | 132 m                 | 31            | 1997       |
| 8.      | AMP Building            | 131 m                 | 30            | 1976       |
| 9-9.    | Forrest Centre          | 110 m                 | 30            | 1990       |
| 9-10.   | Governor Stirling Tower | 110 m                 | 28            | 1978       |